# 蔣曰萊
蔣曰萊（1728年—1768年），字又東，號屹菴，江南蘇州府吳縣人，清朝政治人物。

## 生平
蔣曰萊為蘇州婁關蔣氏家族蔣燦玄孫。祖父蔣之逵，父蔣文瀾，母殷氏。蔣曰萊為蔣文瀾第九子，有同父異母兄長蔣曰樑、蔣曰棠、蔣曰杞等。蔣曰萊為吳縣貢生，乾隆十九年（1754年）任廣西象州知州，任內編纂《象州志》，調左州知州，授奉直大夫，三十三年（1768年）夏卒。

## 家庭
夫人為四川瀘州直隸州知州徐綬女。無子，以兄長蔣曰棠次子蔣元長為嗣。